# D'Qwell Jackson
D'Qwell Jackson (Largo, 26 settembre 1983) è un giocatore di football americano statunitense che gioca nel ruolo di linebacker per gli Indianapolis Colts della National Football League (NFL). Fu scelto nel corso del secondo giro (34º assoluto) del Draft NFL 2006 dai Cleveland Browns. Al college ha giocato a football all'Università del Maryland.

## Carriera professionistica

### Cleveland Browns
Jackson fu scelto nel corso del secondo giro del draft 2006 dai Cleveland Browns e firmò il suo primo contratto il 24 luglio 2006. Nella sua stagione da rookie, egli giocò come titolare in 13 partite come linebacker sul lato debole e terminò al terzo posto nella squadra con 93 tackle totali, di cui 60 solitari. Jackson mise a segno un primato in carriera di 16 tackle in trasferta contro i Carolina Panthers l'8 ottobre 2006 e altrettanti contro i Cincinnati Bengals il 26 novembre 2006.

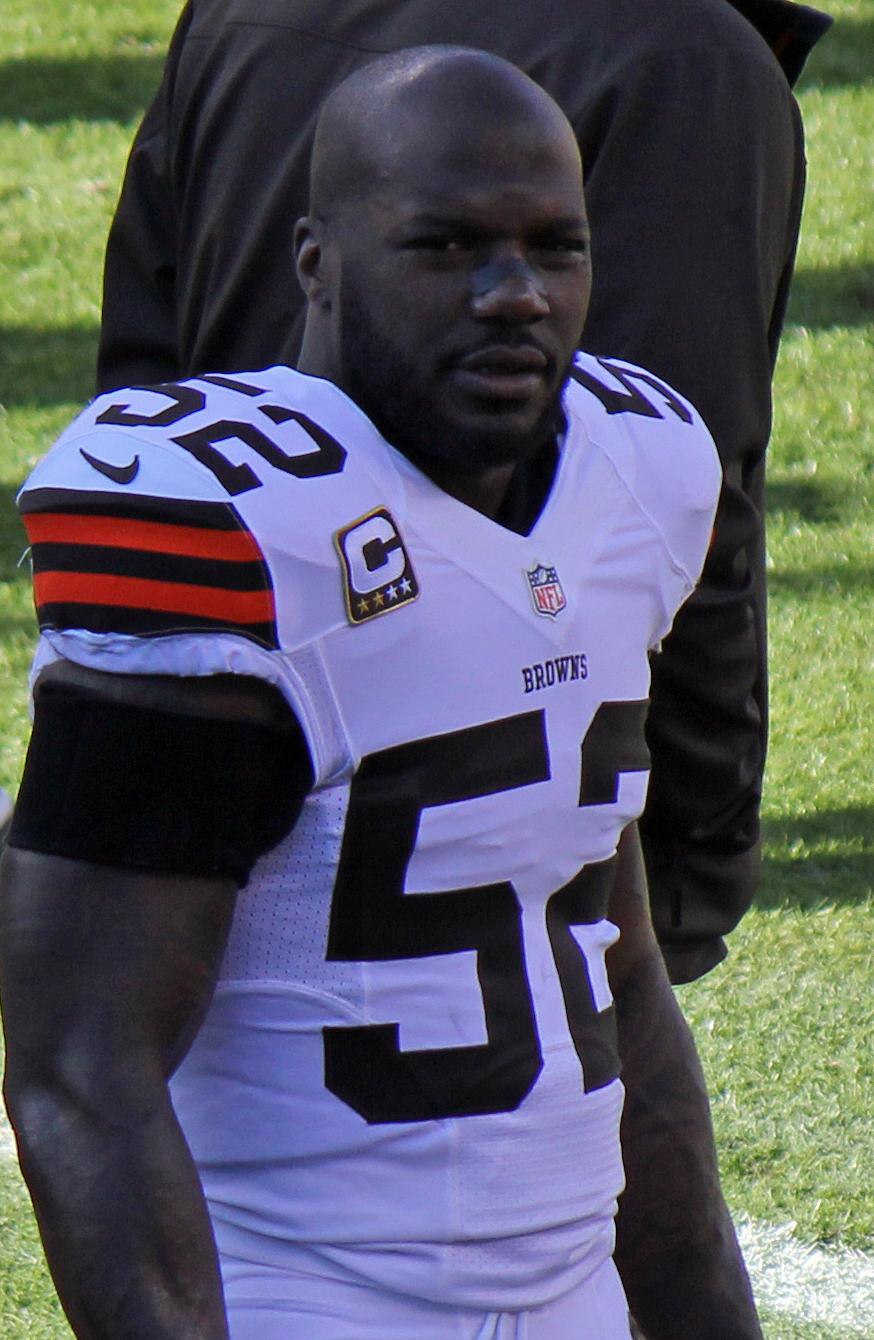
Jackson nel 2012.

Giocando come inside linebacker, nella sua terza stagione coi Browns, Jackson guidò la NFL in tackle totali.
La stagione 2009 di Jackson terminò anzitempo quando si infortunò nel corso della gara della settimana 6 contro i Pittsburgh Steelers. Jackson al momento stava guidando la squadra con 57 tackle quando si infortunò alla spalla. L'allenatore dei Browns Eric Mangini disse di Jackson all'epoca È sempre problematico perdere un giocatore per tutta la stagione, e questo vale in particolar modo per D'Qwell, che ha provato di essere un fantastico leader sia dentro che fuori dal campo.
Alla fine, Jackson tornò nella stagione 2011, dopo aver perso oltre una stagione e mezza. Nella stagione regolare giocò come titolare tutte le 16 partite dei Browns, terminando coi primati in carriera di tackle (158) e sack (3,5). A fine stagione fu votato al 96º posto nella NFL Top 100, l'annuale classifica dei migliori cento giocatori della stagione.
Il 16 settembre 2012, nella seconda gara della stagione persa contro i Cincinnati Bengals, Jackson mise a segno ben 3 sack su Andy Dalton. La sua annata si concluse con 118 tackle, 3,5 sack e 2 intercetti.
Il 26 febbraio 2014, Jackson fu svincolato dai Browns.

### Indianapolis Colts
Il 6 marzo 2014, Jackson firmò con gli Indianapolis Colts un contratto quadriennale del valore di 22 milioni di dollari, 11 milioni dei quali garantiti. Nella settimana 13 mise a segno 7 tackle (di cui due con perdita di yard da parte degli avversari), un passaggio deviato e ritornò un fumble recuperato per 35 yard in touchdown, venendo premiato per la seconda volta in carriera come miglior difensore della AFC della settimana. L'11 gennaio 2015 guidò i Colts con 11 tackle nella vittoria in trasferta sui Denver Broncos nel secondo turno di playoff che permise alla sua squadra di qualificarsi per la finale della AFC, dove mise a segno intercetto su Tom Brady ma i Colts furono eliminati dai Patriots. A fine anno, Jackson fu convocato per il suo primo Pro Bowl al posto di Bobby Wagner, impegnato coi Seahawks nel Super Bowl XLIX.
Nella settimana 11 della stagione 2015 contro i Falcons, Jackson intercettò un passaggio di Matt Ryan ritornandolo per sei yard in touchdown a dieci minuti dal termine, andando a pareggiare la partita poi vinta dai Colts. La sua stagione si chiuse al secondo posto nella NFL con 150 tackle.
Il 6 dicembre 2016, Jackson fu sospeso per quattro partite per essere risultato positivo a un test antidoping.

## Palmarès
- Convocazioni al Pro Bowl: 1

2014
- Difensore della AFC del mese: 1

settembre 2011
- Difensore della AFC della settimana: 2

12ª del 2012, 13ª del 2014
- Leader della NFL in tackle: 1

2008

## Statistiche
Stagione regolare
| Anno   | Squadra          | P  | Tackle | Sack | TFL | INT | Y INT | TD | FF | FR | PD |
| ------ | ---------------- | -- | ------ | ---- | --- | --- | ----- | -- | -- | -- | -- |
| 2006   | Cleveland Browns | 13 | 93     | 0    | 3   | 0   | 0     | 0  | 0  | 0  | 0  |
| 2007   | Cleveland Browns | 14 | 101    | 1    | 2   | 1   | 1     | 0  | 0  | 1  | 3  |
| 2008   | Cleveland Browns | 16 | 154    | 2    | -   | 3   | 29    | 0  | 0  | 0  | 6  |
| 2009   | Cleveland Browns | 6  | 59     | 0    | 0   | 0   | 0     | 0  | 1  | 0  | 2  |
| 2010   | Cleveland Browns | 0  | 0      | 0    | 0   | 0   | 0     | 0  | 0  | 0  | 0  |
| 2011   | Cleveland Browns | 16 | 158    | 3.5  | 0   | 1   | 24    | 0  | 1  | 0  | 3  |
| 2012   | Cleveland Browns | 16 | 118    | 3.5  | 0   | 2   | 31    | 1  | 2  | 0  | 7  |
| 2013   | Cleveland Browns | 16 | 141    | 1.5  | 0   | 1   | 0     | 0  | 1  | 0  | 7  |
| Totale |                  | 97 | 824    | 11.5 | 5   | 8   | 85    | 1  | 5  | 1  | 28 |